# Pietru Pawlu Cremona
Pietru Pawlu Cremona, közhasználatú angolos nevén Paul Cremona O.P. (Valletta, 1946. január 25. – Birkirkara, 2025. március 18.) a Máltai főegyházmegye 11. érseke 2007 és 2014 között, a máltai domonkos rendtartomány korábbi priorja.

## Életútja

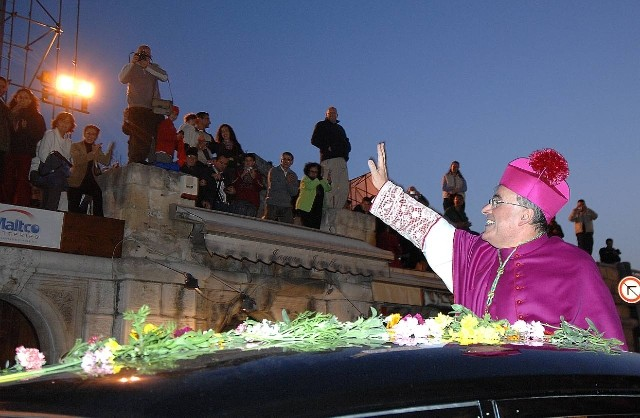
Cremona érsek első útja Vallettában

1946-ban született Vallettában Joseph Cremona és Josephine Cauchi fiaként. Általános iskolai tanulmányait a fővárosi Montessori iskolában, a gimnáziumot Ħamrunban végezte. 1962. szeptemberében lépett be a Domonkos-rendbe, majd a rend rabati Aquinói Szent Tamás kollégiumában tanult filozófiát és teológiát. 1969. március 22-én szentelte pappá Michael Gonzi érsek.
Szentelése után a római Aquinói Szent Tamás Pápai Egyetemen folytatta tanulmányait morálteológiából, doktori címet 1973-ban szerzett. 1974 és 1980 között a rabati Barlangi Szűz Mária rendház elöljárója volt, majd 1981 és 1989 között a máltai rendtartomány főnöke lett. Ezután a gwardamanġai Fatimai Rózsafüzér Nagyasszonya egyházközség plébánosa lett, 1993-tól azonban már ismét Rabatban dolgozott, 1997-ig a domonkos novíciusok nevelését felügyelte. Ezután különböző egyházmegyei feladatokat látott el, többször volt előde, Mercieca érsek küldötte és egy ideig a máltai rendi elöljárók tanácsát (KSMR) is vezette. 2004-ben rövid időre ismét a novíciusok nevelését bízták rá, ám a következő évben már átvette a sliemai Názáreti Jézus plébánia vezetését.
2006. december másodikán nevezték ki Málta érsekévé, következő év januárjában szentelték püspökké. Beiktatási beszédében Hippói Szent Ágostont idézte: "Értetek vagyok püspök, de veletek vagyok keresztény." 2014. október 17-én egészségügyi okokra hivatkozva lemondott érseki feladatáról.
Püspöki mottója: "Ħejju t-triq għall-Mulej" ("Készítsétek az Úr útját").